# Glasvegas
Glasvegas – szkocki zespół rockowy założony w 2003 w Glasgow.

## Historia
Zespół w oryginalnym składzie uformował się w roku 2003 z inicjatywy kuzynów Jamesa i Raba Allanów, Paula Donoghue i perkusisty Ryana Rossa. Przez pierwsze trzy lata istnienia odbywali tournée po Szkocji.
W maju 2004 wydał limitowany podwójny singiel I'm Gonna Get Stabbed/Ina Lvs Rab. W tym samym roku perkusista Ross opuścił zespół, a zastąpił go Caroline McKay.
30 października 2006 zespół wydał kolejny singiel Go Square Go!.
5 listopada 2007 Glasvegas wydał limitowany singiel Daddy’s Gone, który wywołał zainteresowanie zespołem kilku dużych wytwórni płytowych. Daddy’s Gone pobił rekordy sprzedaży i został uznany drugim najlepszym singlem roku przez brytyjski magazyn New Musical Express. Glasvegas zostali też uhonorowani prestiżową nagrodą Philip Hall Radar Award na gali NME. Po wydaniu trzeciego singla, It's My Own Cheating Heart That Makes Me Cry 14 lutego 2008, zespół podpisał kontrakt z wytwórnią Columbia Records.
8 września 2008 w Nowym Jorku Glasvegas nagrali swój debiutancki album pod tytułem Glasvegas. Producentami albumu zostali wokalista James Allan i Rich Costey. Album zawierał ponownie nagrane piosenki z poprzednich singli i cztery nowe piosenki w tym „Geraldine”, która została później wyemitowana jako osobny singiel.
W październiku 2008 w Nowym Jorku Glasvegas nagrali w dwa dni minialbum studyjny, A Snowflake Fell (And It Felt Like a Kiss), na którym znalazło się sześć utworów, m.in. kolęda Silent Night. Natomiast dziesięć dni muzycy tworzyli płytę w transylwańskim kościele w Rumunii. Płyta ta została wydana 1 grudnia 2008 jako album świąteczny.
W październiku 2009 zespół po raz pierwszy wystąpił w Polsce w Łodzi podczas Pepsi Vena Music Festival.
4 kwietnia 2011  ukazał się drugi album grupy, Euphoric Heartbreak.
2 września 2013 swoją premierę miał trzeci album zespołu Later...When The Tv Turns To Static .
1 lutego 2014 zespół Glasvegas ponownie odwiedził Polskę w ramach europejskiej trasy ze swoim trzecim albumem. Tego dnia zagrali koncert w Warszawie w klubie Proxima, dwa dni później zagrali w gdańskim klubie Żak, a następnego dnia we wrocławskim Alibi.

## Skład
- James Allan – wokal, gitara rytmiczna
- Rab Allan – gitara, chórki
- Paul Donoghue – gitara basowa, chórki
- Jonna Löfgren – perkusja (od 2010)

- Caroline McKay – perkusja (od 2004 do 2009)
- Ryan Ross – perkusja (od 2003 do 2004)

## Dyskografia

### Albumy studyjne
- Glasvegas (2008)
- A Snowflake Fell (And It Felt Like a Kiss) (2008)
- Euphoric Heartbreak (2011)
- Later...When The Tv Turns To Static (2013)

### Single
- I'm Gonna Get Stabbed/Ina Lvs Rab (2004)
- Go Square Go! (2006)
- Daddy’s Gone (2007)
- It's My Own Cheating Heart That Makes Me Cry (2007)
- Geraldine (2008)
- Please Come Back Home (2008)
- Flowers & Football Tops (2009)
- Euphoria, Take My Hand (2011)